# Tetradia lophoptera
Tetradia lophoptera là một loài bọ cánh cứng trong họ Cerambycidae.